# Wielki Bukowiec (wyspa)
Wielki Bukowiec (także Bukowiec, niem. Bukowitzwerder) – druga co do wielkości (po Wielkiej Żuławie, przed Czaplakiem) wyspa na jeziorze Jeziorak położona w jego środkowej części w pobliżu miejscowości Wieprz. Jest połączona z lądem stałym groblą o długości około 400 m, którą w 1938 roku wybudował przedwojenny właściciel wyspy, Emil Gratzki.